# 酒メンタリー 生き恥上々
酒メンタリー 生き恥上々（さけめんたりー いきはじじょうじょう）は、北海道放送（HBCテレビ）で2014年より放送されている特別番組のシリーズ。

## 概要
酒好きで利き酒師の資格を持つ小橋亜樹が、ゲストとともにすすきのの街を放浪し呑み歩きながら人生について語り合うドキュメンタリー・トーク番組。2016年の第5弾・第6弾シリーズは「ガッチャンコバラエティ」枠で放送された。

## 放送リスト
| #  | ゲスト | 放送時間                                                                                    |
| -- | --- | ------------------------------------------------------------------------------------------- |
| 1  | 佐々木拓大（札幌スーパーギャグメッセンジャーズ）・ 岩本勉・中野智樹                                           | 2014年12月28日 0:58 - 1:58                                                                  |
| 2  | 清水宏保・ 黒岩孝康（札幌スーパーギャグメッセンジャーズ）                                                     | 2015年4月22日 0:40 - 1:11                                                                   |
| 3  | 建山義紀・杉村太蔵                                                                                            | 2015年8月27・28日 0:44 - 1:15                                                               |
| 4  | 内藤大助・原田雅彦                                                                                            | 2015年12月30日 1:40 - 2:10 12月31日 2:05 - 2:35                                             |
| 5  | 椿鬼奴・室井佑月・ ホルスタイン・モリ夫（モリマン）                                                           | 2016年5月7日 - 28日 0:20 - 0:51                                                             |
| 6  | とにかく明るい安村・徳井健太（平成ノブシコブシ）・ すずらん・佐々木拓大（札幌スーパーギャグメッセンジャーズ） | 2016年7月2日 - 23日 0:20 - 0:51                                                             |
| 7  | 清水宏保・田中雅美・小椋久美子・藤田伸二・浅田舞                                                              | 2017年1月7・14日 0:35 - 1:06 1月21・28日 0:20 - 0:51                                        |
| 8  | バービー（フォーリンラブ）・やしろ優・芹那・石黒彩                                                            | 2017年7月3・10日 23:56 - 0:27 7月18日 0:11 - 0:42 7月24日 23:56 - 24:27 7月31日 0:06 - 0:37 |
| 9  | 山中秀樹・諸星和己・三船美佳 正月SP 年男&年女ぶっちゃけ                                                       | 2018年1月3日 14:24 - 15:54                                                                  |
| 10 | 増子直純（怒髪天）・佐々木たくお・グッチー                                                                    | 2018年7月25日 0:27 - 1:21                                                                   |
| 11 | ヒロ福地・石井雅子・佐々木たくお・DON                                                                         | 2019年8月13日 0:56 - 1:56 8月14日 0:59 - 1:29                                               |
| 12 | 増田英彦・梅宮アンナ（第1-2夜） 鈴井貴之（第3夜） 小橋亜樹と同じ芸歴30周年の人たち集めて祝っちゃいましたSP    | 2023年1月12・19日 0:26 - 0:56 1月23日 23:56 - 0:26                                          |